# 八里橋駅
八里橋駅（はちりきょう-えき）は中華人民共和国北京市朝陽区に位置する北京地下鉄八通線の駅。駅番号はBT07。

## 駅構造

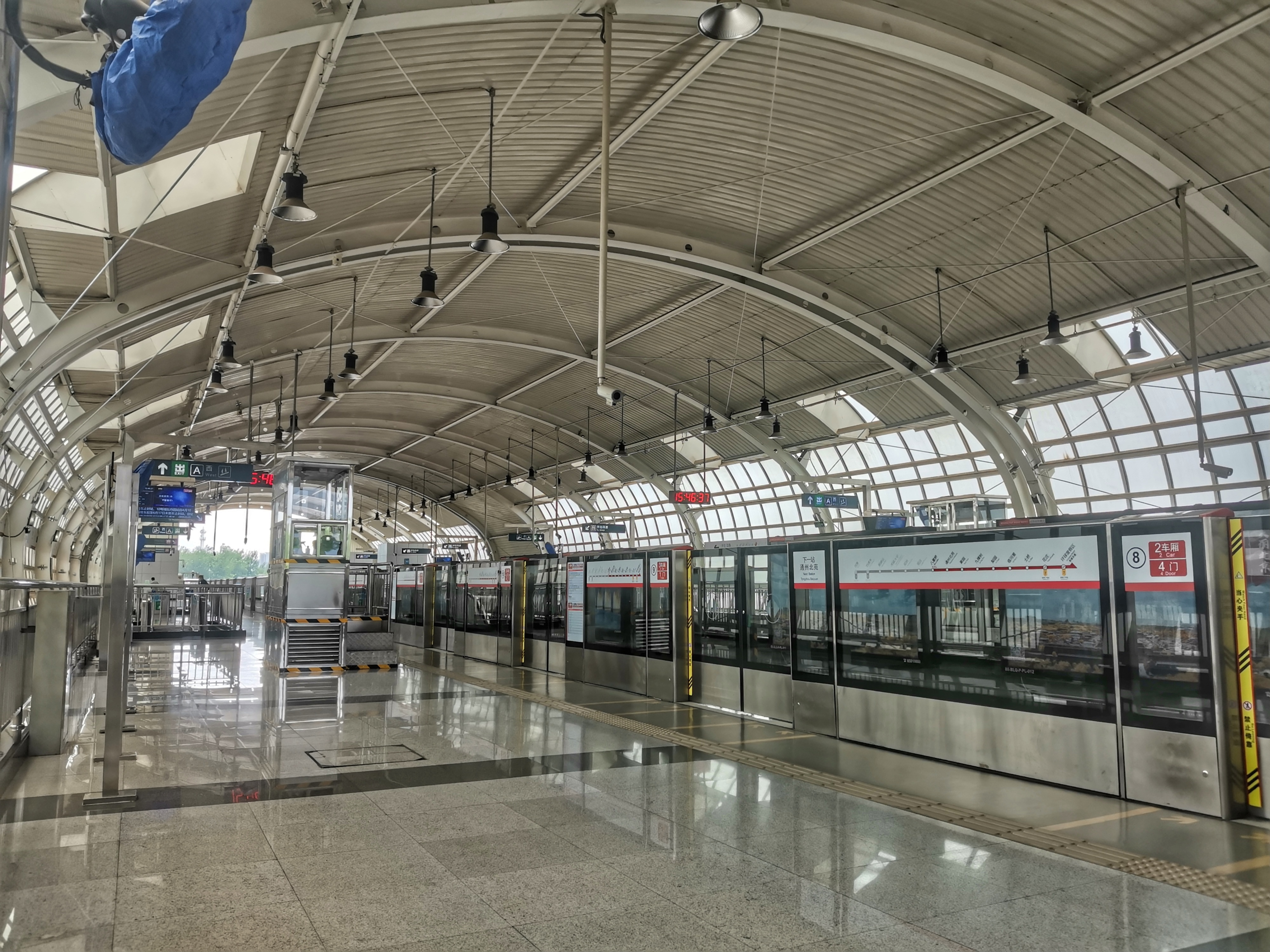
ホーム

相対式ホーム2面2線の高架駅。

## 駅周辺
- 国家法官学院
- 通州西駅（国鉄駅）
- 重興寺

## 歴史
- 2003年12月27日 - 開業。

## 隣の駅
■北京地下鉄八通線
管荘駅 (BT06) - 八里橋駅 (BT07) - 通州北苑駅 (BT08)